# Sustać
Sustać este un sat din comuna Bar, Muntenegru. Conform datelor de la recensământul din 2003, localitatea are 434 de locuitori (la recensământul din 1991 erau 268 de locuitori).

## Demografie
În satul Sustać locuiesc 294 de persoane adulte, iar vârsta medie a populației este de 32,0 de ani (31,6 la bărbați și 32,4 la femei). În localitate sunt 110 gospodării, iar numărul mediu de membri în gospodărie este de 3,95.
Populația localității este foarte eterogenă.
|  |

| Demografie | Demografie | Demografie |
| An         | Locuitori  | Locuitori  |
| ---------- | ---------- | ---------- |
|            |            |            |
|            |            |            |
|            |            |            |
|            |            |            |
| 1948       | 109        |            |
| 1953       | 125        |            |
| 1961       | 142        |            |
| 1971       | 169        |            |
| 1981       | 174        |            |
| 1991       | 268        | 268        |
| 2003       | 444        | 434        |

| \| Componența etnică conform recensământului din 2003[2] \| Componența etnică conform recensământului din 2003[2] \| Componența etnică conform recensământului din 2003[2] \| Componența etnică conform recensământului din 2003[2] \| Componența etnică conform recensământului din 2003[2] \| \| ----------------------------------------------------- \| ----------------------------------------------------- \| ----------------------------------------------------- \| ----------------------------------------------------- \| ----------------------------------------------------- \| \| \| \| \| \| \| \| Muntenegreni \| Muntenegreni \| \| 274 \| 63,13% \| \| Sârbi \| Sârbi \| \| 91 \| 20,96% \| \| Musulmani \| Musulmani \| \| 25 \| 5,76% \| \| Bosniaci \| Bosniaci \| \| 21 \| 4,83% \| \| Albanezi \| Albanezi \| \| 8 \| 1,84% \| \| Romi \| Romi \| \| 1 \| 0,23% \| \| necunoscută \| necunoscută \| \| 0 \| 0% \| |              |  |     |        |
| Componența etnică conform recensământului din 2003 |              |  |     |        |
| |              |  |     |        |
| Muntenegreni | Muntenegreni |  | 274 | 63,13% |
| Sârbi | Sârbi        |  | 91  | 20,96% |
| Musulmani | Musulmani    |  | 25  | 5,76%  |
| Bosniaci | Bosniaci     |  | 21  | 4,83%  |
| Albanezi | Albanezi     |  | 8   | 1,84%  |
| Romi | Romi         |  | 1   | 0,23%  |
| necunoscută | necunoscută  |  | 0   | 0%     |